# Amstel Curaçao Race 2002
L'Amstel Curaçao Race 2002, prima edizione della corsa, si disputò nel 2002 e venne vinta dell'olandese Michael Boogerd.

## Ordine d'arrivo (Top 10)
| Pos. | Corridore         | Squadra  | Tempo    |
| ---- | ----------------- | -------- | -------- |
| 1    | Michael Boogerd   | Rabobank | 2h06'02" |
| 2    | Paolo Bettini     | Mapei    | a 1"     |
| 3    | Stefan van Dijk   | Lotto    | a 28"    |
| 4    | Igor Astarloa     | Saeco    | a 48"    |
| 5    | Davide Bramati    | Mapei    | a 50"    |
| 6    | Jakob Piil        | CSC      | a 56"    |
| 7    | Andrea Tafi       | Mapei    | a 1'48"  |
| 8    | Emile Abraham     | Trinidad | a 4'36"  |
| 9    | Horace Mc Farlane | Jamaica  | a 4'42"  |
| 10   | Elisha Greene     | Trinidad | a 4'43"  |